# Brachymenium pulchrum
Brachymenium pulchrum là một loài Rêu trong họ Bryaceae. Loài này được Hook. mô tả khoa học đầu tiên năm 1829.